# Lagunaria patersonia

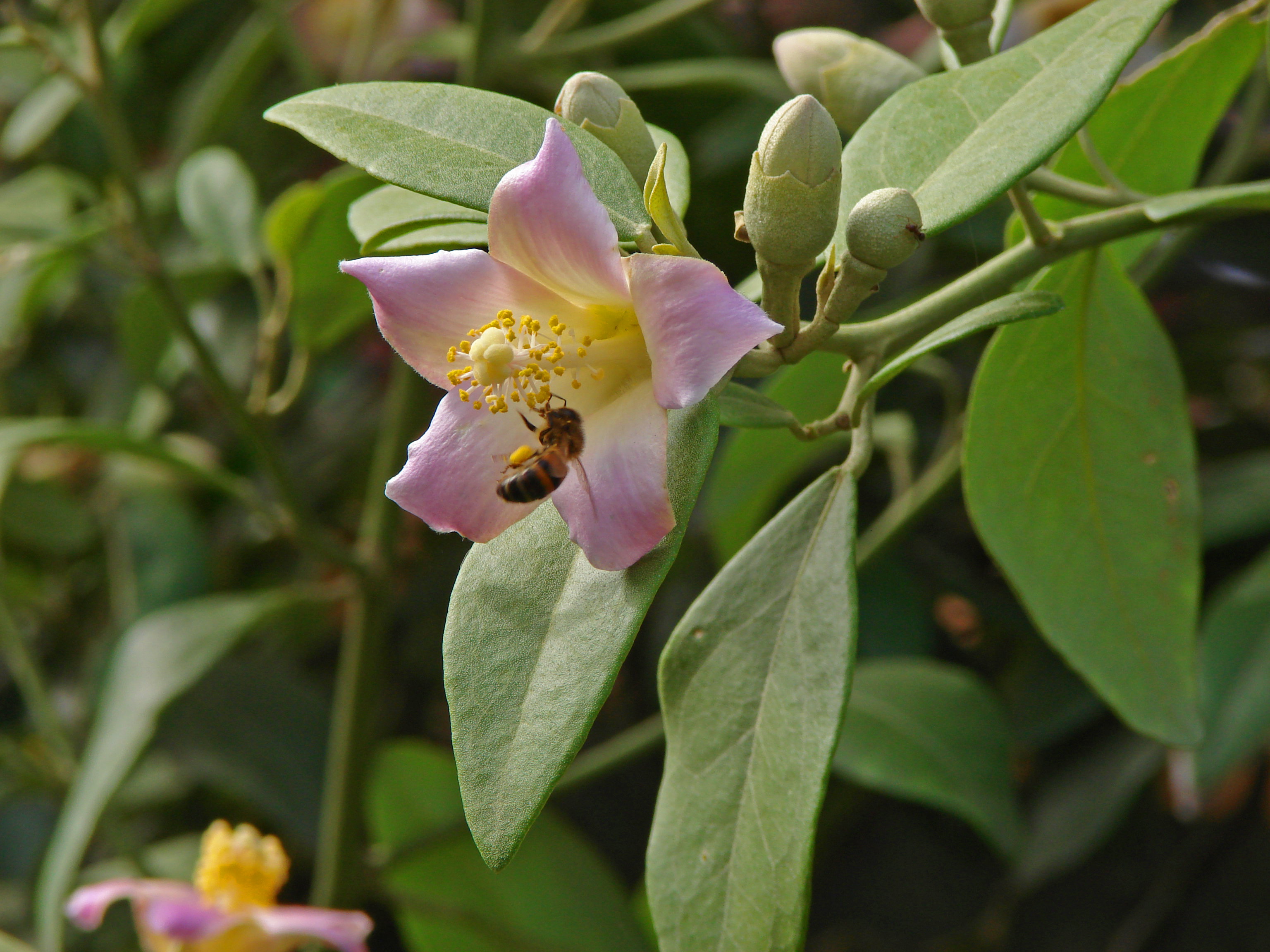
Planta con flor

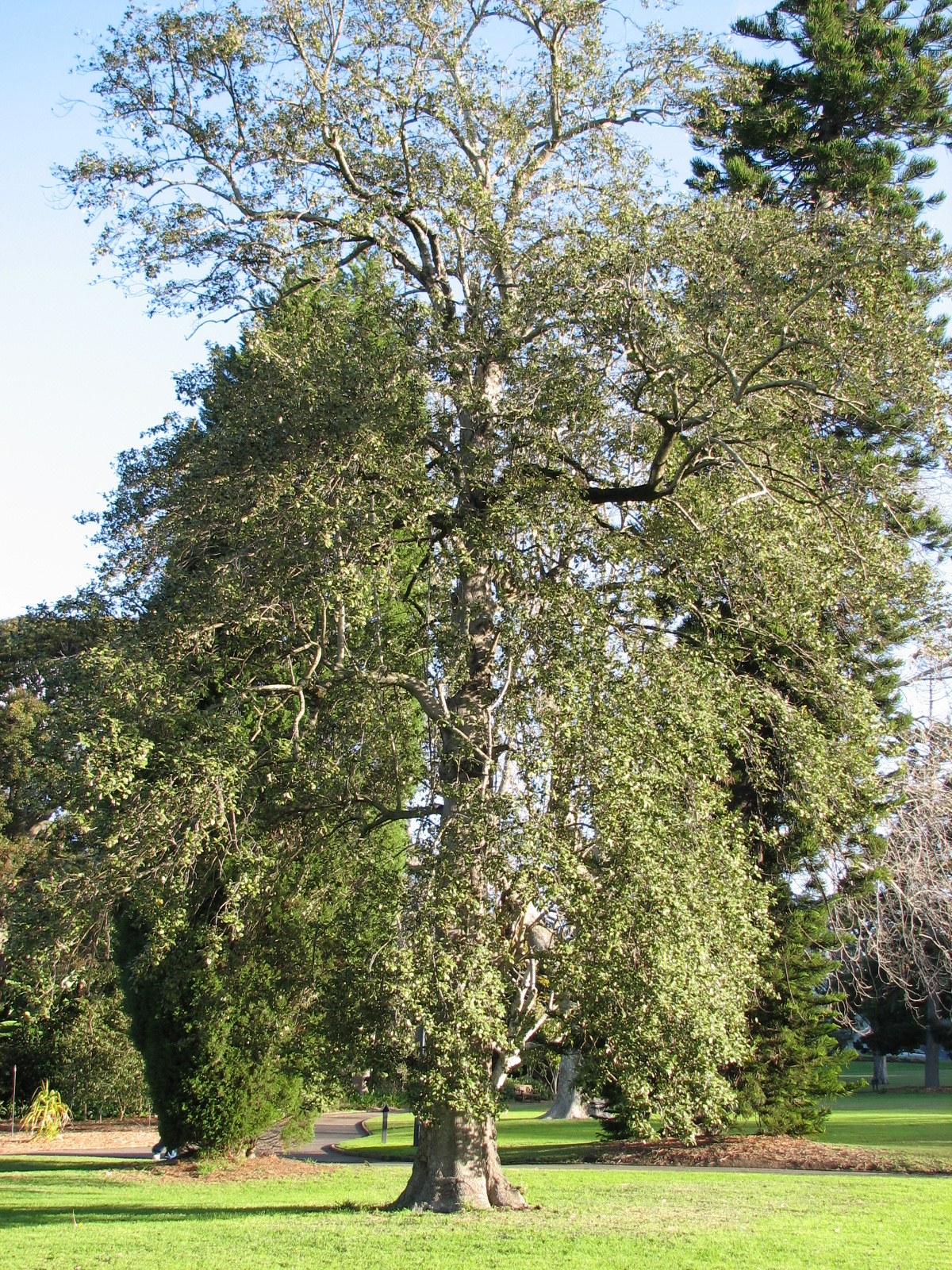
Árbol

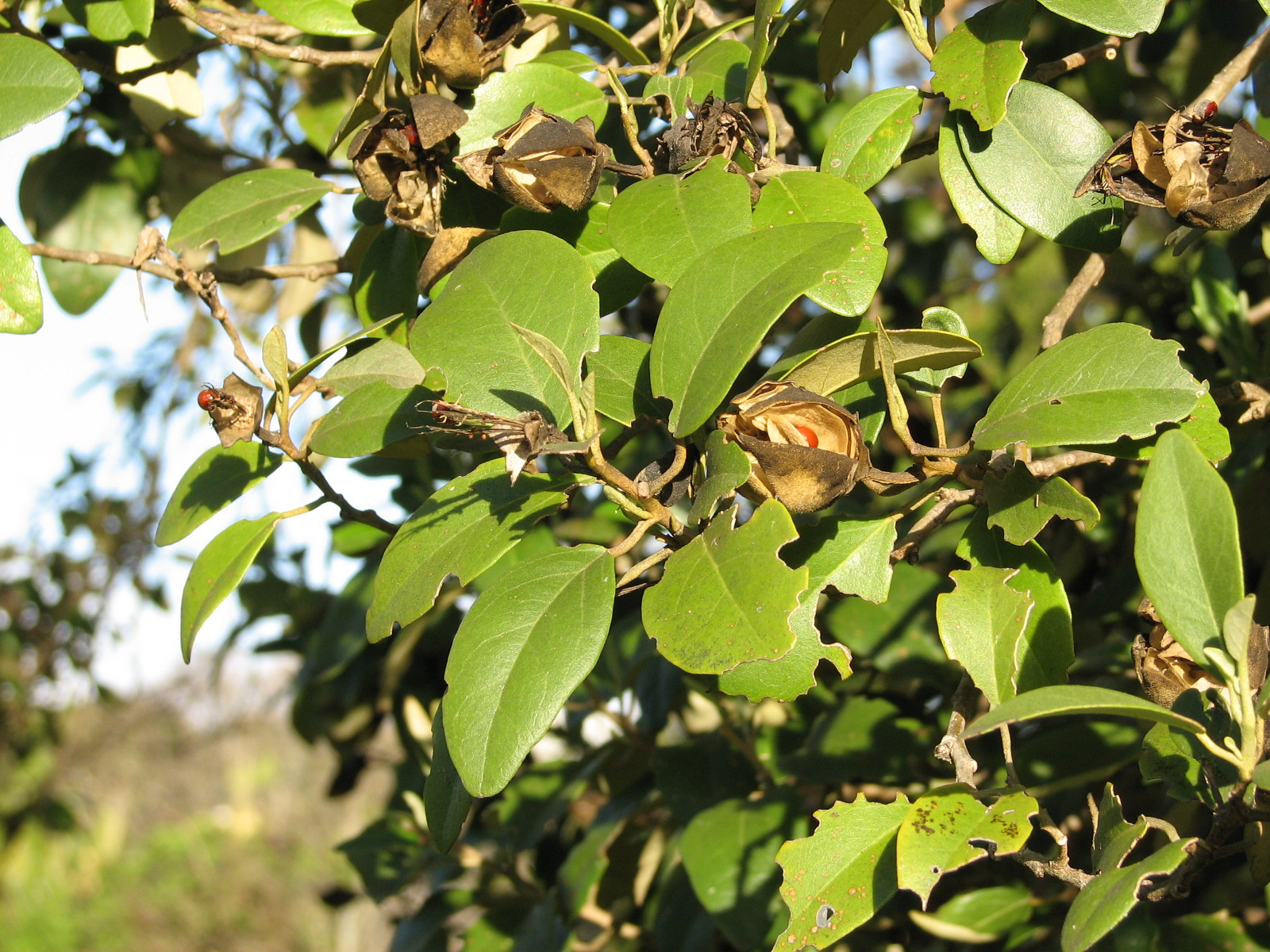
Hojas con fruto

Lagunaria es un género monotípico de plantas con flores de la familia  Malvaceae. Su única especie, Lagunaria patersonia (Andrews) G.Don, es originaria de Australia. De donde es endémica de isla de Lord Howe, isla Norfolk y partes de la costa de Queensland. Se conoce por Árbol de pirámide o Árbol del pica-pica, dada la reacción cutánea que provocan los filamentos de su fruto. Se ha introducido en muchas partes del mundo.

## Descripción
En la actualidad consta de una sola especie Lagunaria patersonia, comúnmente conocida como el árbol de pirámide o hibiscus de la isla de Norfolk. No es un verdadero Hibiscus, pero pertenece a la misma familia de plantas, Malvaceae.
Árbol perennifolio que puede alcanzar hasta 15 metros de altura. Su copa es piramidal y su corteza gris oscuras con fisuras. Las hojas son alternas, enteras, oblongo-lanceoladas, de color verde grisáceo por el haz y más pálidas y con tomento blancuzco, al igual que las ramas, por el envés. Son algo coriáceas.
Las flores, hermafroditas, aparecen aisladas o en grupos cerca del extremo de las ramas. Son llamativas, poseen cinco pétalos de color rosa, y los estambres muy numerosos, tienen los filamentos soldados formando un tubo. Florece de mayo a julio (hemisferio norte).
El fruto es una cápsula oval de color pardo grisáceo que se abre, al madurar, en cinco valvas y posee en su interior numerosos pelos (vellos) finos y rígidos, muy irritantes para la piel humana.

## Taxonomía
Lagunaria patersonia fue descrita por (Andrews) G.Don y publicada en Conspectus Regni Vegetabilis 202, en el año 1828.
Etimología
Lagunaria: nombre genérico en honor de Andrés Laguna, botánico español y médico del Papa Julio III. 
petersonia: epíteto nombrado en honor del coronel W. Paterson, que fue el primero en enviar las semillas a Inglaterra.
Sinonimia
- Hibiscus patersonii R.Br.
- Hibiscus patersonius Andrews
- Laguna patersonia Sims